# Championnat de Gambie de football 2014
Navigation
Édition précédente Édition suivante
La saison 2014 du Championnat de Gambie de football est la quarante-sixième édition de la GFA League First Division, le championnat national de première division en Gambie. Les douze équipes engagées sont regroupées au sein d'une poule unique où elles affrontent deux fois leurs adversaires, à domicile et à l'extérieur. En fin de saison, les deux derniers du classement sont relégués et remplacés par les deux meilleurs clubs de deuxième division.
C'est le Real de Banjul qui remporte la compétition cette saison après avoir terminé en tête du classement, avec cinq points d'avance sur le Gamtel FC et dix sur Gambia Ports Authority. C'est le douzième titre de champion de Gambie de l'histoire du club.
En bas de classement, c'est une nouvelle fois une surprise immense avec la relégation du champion en titre, Steve Biko FC, incapable de confirmer son titre remporté la saison précédente et qui doit descendre en Second Division.

## Participants
- Interior FC
- Steve Biko FC
- Real de Banjul
- Banjul United - Promu de D2
- Hawks FC
- Samger FC
- Wallidan FC - Promu de D2
- Brikama United
- Armed Forces FC
- Bakau United FC
- Gambia Ports Authority
- Gamtel FC

## Compétition

### Classement
Le classement est établi sur le barème de points suivant : victoire à 3 points, match nul à 1, défaite à 0.
| Rang | Équipe                 | Pts | J  | G  | N  | P  | Bp | Bc | Diff |
| ---- | ---------------------- | --- | -- | -- | -- | -- | -- | -- | ---- |
| 1    | Real de Banjul         | 42  | 22 | 12 | 6  | 4  | 34 | 19 | +15  |
| 2    | Gamtel FC              | 37  | 22 | 9  | 10 | 3  | 27 | 20 | +7   |
| 3    | Gambia Ports Authority | 32  | 22 | 8  | 8  | 6  | 23 | 18 | +5   |
| 4    | Wallidan FCP           | 31  | 22 | 7  | 10 | 5  | 29 | 25 | +4   |
| 5    | Brikama United         | 31  | 22 | 9  | 4  | 9  | 22 | 21 | +1   |
| 6    | Bakau United FC        | 28  | 22 | 6  | 10 | 6  | 17 | 15 | +2   |
| 7    | Armed Forces FC        | 28  | 22 | 8  | 4  | 10 | 19 | 23 | -4   |
| 8    | Interior FC            | 26  | 22 | 7  | 5  | 10 | 21 | 29 | -8   |
| 9    | Hawks FC               | 25  | 22 | 6  | 7  | 9  | 16 | 18 | -2   |
| 10   | Banjul United'P'C      | 25  | 22 | 5  | 10 | 7  | 13 | 15 | -2   |
| 11   | Steve Biko FCT         | 24  | 22 | 6  | 6  | 10 | 18 | 27 | -9   |
| 12   | Samger FC              | 24  | 22 | 6  | 6  | 10 | 16 | 25 | -9   |

|  | Qualification pour la Ligue des champions de la CAF 2015                               |
|  | Relégation directe en deuxième division                                                |
|  | T : Tenant du titre C : Vainqueur de la Coupe de Gambie P : Promu de deuxième division |

## Bilan de la saison
| Championnat de Gambie de football 2014 |                            |
| Champion                               | Real de Banjul (12e titre) |
| Coupes et trophées                     |                            |
| Vainqueur de la Coupe de Gambie 2014   | Banjul United              |
| Qualifications continentales           |                            |
| Ligue des champions de la CAF 2015     | Real de Banjul             |
| Coupe de la confédération 2015         | Aucun                      |
| Promotions et relégations              |                            |
| Promus en First Division               | Bombada United             |
| Promus en First Division               | Serrekunda United          |
| Relégués en Second Division            | Steve Biko FC              |
| Relégués en Second Division            | Samger FC                  |